# Оксид церия(III)
Оксид церия(III) — оксид редкоземельного металла церия. Химическая формула — {\displaystyle {\ce {Ce2O3}}}, цвет — золотисто-жёлтый.

## Применение

### Катализатор выхлопных газов
Оксид церия используется как каталитический конвертер для сокращения выбросов CO в выхлопных газах автотранспортных средств.
Когда не хватает кислорода, оксид церия(IV) восстанавливается оксидом углерода(II) до оксида церия(III):
{\displaystyle {\ce {4CeO2 + 2CO -> 2Ce2O3 + 2CO2}}}.
Если есть избыток кислорода, оксид церия(III), наоборот, окисляется до оксида церия(IV):
{\displaystyle {\ce {2Ce2O3 + O2 -> 4CeO2}}}.

### Расщепление воды
Цикл {\displaystyle {\ce {CeO2 - Ce2O3}}} — двухшаговое термохимическое расщепление воды.

### Освещение
Оксид церия(III) в сочетании с оксидом олова(II) ({\displaystyle {\ce {SnO}}}) в керамической форме используется для освещения с УФ-излучением. Поглощает свет с длиной волны 320 нм и излучает свет с длиной волны 412 нм. Такое сочетание оксида церия(III) и оксида олова(II) является редкостью, и получается с большим трудом в лабораторных условиях.

## Получение
Оксид церия(III) получают восстановлением оксида церия(IV) с помощью водорода при около 1400 °C.